# Herakliusz (dramat Pierre’a Corneille’a)
Herakliusz (fr. Héraclius) – tragedia Pierre’a Corneille’a wystawiona w sezonie 1646/1647, osnuta wokół wydarzeń związanych z postaciami cesarzy bizantyńskich Maurycjusza, Fokasa i Herakliusza.

## Data powstania utworu
Herakliusz cesarz Wschodu został wystawiony w sezonie 1646/1647 i spotkał się z bardzo dobrym przyjęciem publiczności. Krytycy wyrzucali autorowi melodramatyczność. Boileau, piewca mieszczańskiego umiaru potępiał dziwaczne powikłania tragedii i ostrzegał poetów, że to co ma być rozrywką nie powinno nużyć. Pisano, że „Herakliusz to rodzaj logogryfu”. Utwór nie znalazł również uznania u późniejszych literaturoznawców. Dorchain pisał o zbłąkanym geniuszu Corneille’a. O. Nadal twierdził, że sztuka wznosi bariery pomiędzy sceną a życiem i zarzucał jej abstrakcyjną architekturę.

## Osoby
| Osoba      | Jej rola w dramacie                                               |
| ---------- | ----------------------------------------------------------------- |
| Fokas      | cesarz Wschodu                                                    |
| Herakliusz | syn cesarza Maurycjusza, uważany za Marcjana, kochanek Eudoksji   |
| Marcjan    | syn Fokasa, uważany za Leoncja, syna Leontyny, kochanek Pulcherii |
| Pulcheria  | córka cesarza Maurycjusza, kochanka Marcjana                      |
| Leontyna   | dama dworu, dawniej piastunka Herakliusza i Marcjana              |
| Eudoksja   | córka Leontyny, kochanka Herakliusza                              |
| Kryspus    | szwagier Fokasa                                                   |
| Eksupery   | patrycjusz bizantyński                                            |
| Amintas    | jego przyjaciel                                                   |

## Treść
Akcja dramatu rozgrywa się w Konstantynopolu w pałacu cesarskim.

### Akt I

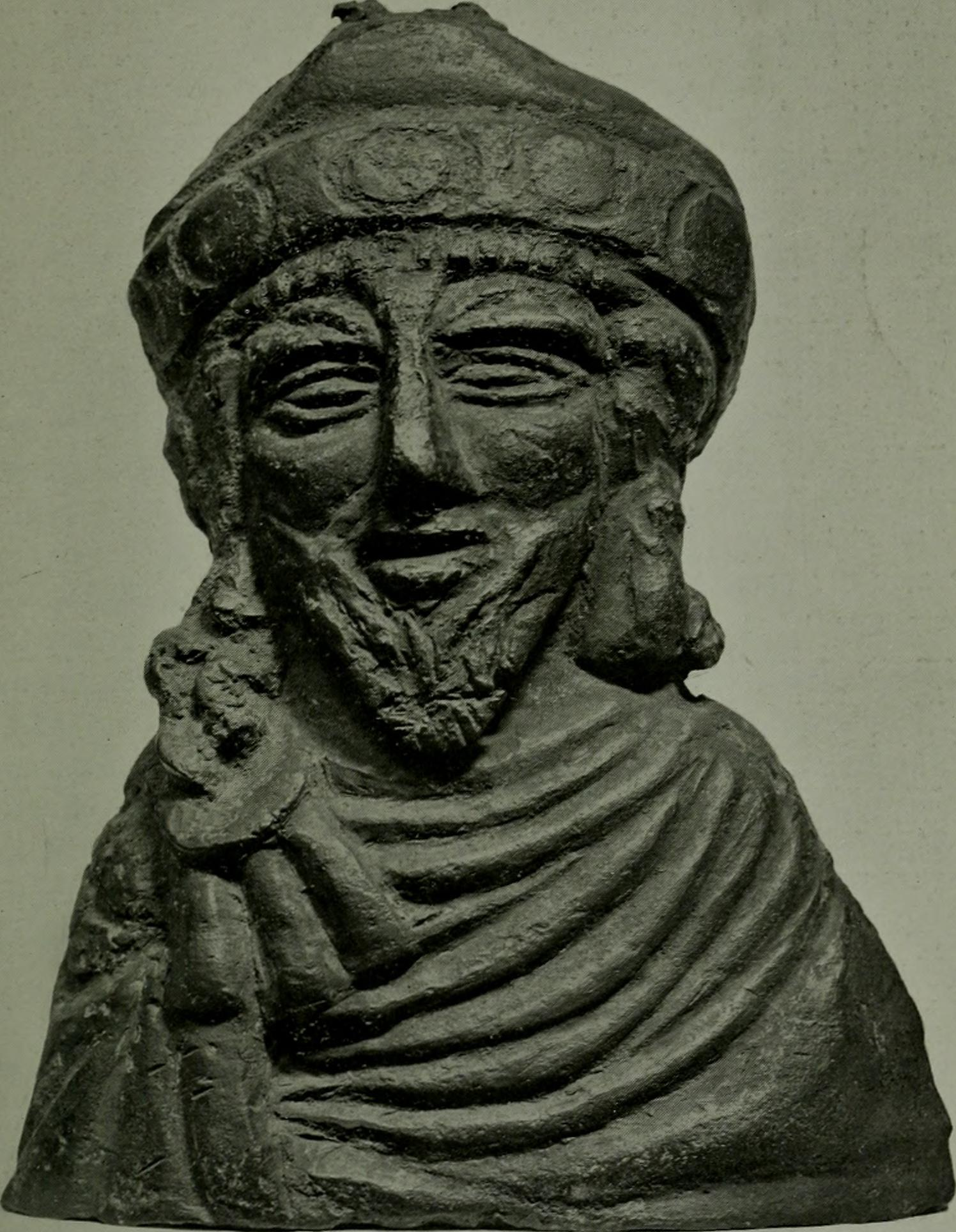
Fokas

Fokas zwierza się Kryspowi ze swych obaw. Zdobył władzę detronizując cesarza Maurycego i mordując jego i jego synów. Mimo dwudziestu lat panowania jego władza nie jest stabilna. Wybuchają bunty powołujące się na syna Maurycego, Herakliusza. Wprawdzie został on zgładzony, wiara ludu bywa irracjonalna. W tej sytuacji jedynym pomysłem na umocnienie panowania wydaje się ślub jego syna Marcjana z zachowaną przy życiu córką Maurycego, Pulcherią. Fokas próbuje zmusić Pulcherię do ślubu z jego synem, dziewczyna gotowa jest raczej umrzeć. Ma przed oczyma krzywdę wyrządzoną jej rodzinie i nie chce wspierać władzy oprawcy. Fokas grozi jej śmiercią. Marcjan, syn Fokasa (w rzeczywistości Herakliusz) zapewnia Fokasa, że potrafi sam utrzymać się na tronie, a niesforną dziewczynę radzi wydać za kogoś z gminu. W istocie zakochany w Eudoksji, córce swej piastunki Leontyny, Marcjan (Herakliusz) nie chce poślubić Pulcherii, wie też, że kocha ona Leoncja, syna Leontyny. Wobec zawziętości Fokasa jest gotów podnieść przeciw niemu otwarty bunt.

### Akt II
Leontyna jest zaniepokojona tym, że Fokas dowiedział się skądś, że Herakliusz żyje. Marcjan (Herakliusz) chce wzniecić bunt i obalić Fokasa. Leontyna uważa, że jego wystąpienie, syna przeciw cesarskiemu ojcu, może zaszkodzić sprawie, obiecuje też ocalić Pulcherię. Młodzieniec jest świadom, że Leontyna poświęciła życie własnego syna, który zginął zamiast niego, jako jeden z synów Maurycjusza, a następnie zamieniła go z małym Marcjanem, synem Fokasa, daje się więc ostatecznie przekonać matce i córce. Leontyna chce doprowadzić do tego, by Fokas zginął z ręki własnego syna. Leoncjusz (Marcjan) wchodzi w posiadanie listu, w którym umierający Maurycjusz stwierdza, że jego syn Herakliusz został wybawiony od śmierci przez ofiarę z życia syna Leontyny, dochodzi więc do wniosku, że jest Herakliuszem. Leontyna potwierdza jego przypuszczenia. List powierzony przez cesarza jego słudze Filipowi trafił po śmierci sługi w ręce jego syna Eksuperego, który korzystając z dokumentu rozniecał nastroje antycesarskie.

### Akt III
Marcjan wyjawia Pulcherii, że nie jest Leoncjuszem, lecz jej bratem Herakliuszem. Prosi ją też, by, skoro nie może go poślubić, związała swój los z jego przyjacielem Marcjanem (Herakliuszem). Pulcheria godzi się na to pod warunkiem, że najpierw zostanie obalony tyran, jego ojciec. Fokas, któremu Eksupery ujawnił, że Leoncjusz jest Herakliuszem nakazuje uwięzienia Marcjana, ten śmiało przyznaje, że jest Herakliuszem i gotów jest na śmierć. Cesarz proponuje Pulcherii, że za cenę jej ślubu z jego synem ocali życie jej brata. Pulcheria stanowczo odmawia. Fokas zastanawia się nad sposobem uśmiercenia Herakliusza. Eksupery radzi, by uczynił to możliwie szybko i publicznie, by rozbić spiskowców. Fokas postanawia stracić również Leontynę, która umożliwiła Herakliuszowi przeżycie. Eksupery, który zapewnił sobie eskortowanie skazanych na miejsce kaźni, jest pewien zwycięstwa spisku.

### Akt IV
Herakliusz skarży się Eudoksji na postępowanie jej matki, która potwierdzając, że Marcjan jest Herakliuszem pozbawiła go szans na odzyskanie władzy. Gdyby nawet chciał teraz wzniecić bunt przeciw Fokasowi, nikt nie uwierzy, że jest Herakliuszem. Dlatego żąda od Fokasa sprawiedliwego sądu nad Herakliuszem i wyznaje, że to on nim jest, że Leontyna zamieniła go jako niemowlę, gdy Fokas przez trzy lata przebywał w polu walcząc z Persami. Marcjan nie chce ustąpić Herakliuszowi bycia synem prawdziwego cesarza, prosi, żeby to jego ścięto. Fokas nie potrafi rozeznać który z nich jest naprawdę jego synem. Uznaje się pokonanym pośmiertnie przez Maurycjusza, który ma obecnie dwóch synów, podczas gdy on nie ma żadnego. Eksupery pogłębia wątpliwości władcy, cokolwiek Leontyna twierdzi może być prawdą i może nią nie być. Sprowadzona z więzienia Leontyna nie zamierza jednak wyjaśnić sytuacji. Nie boi się gróźb cesarza, jeśli umrze, nikt nie wyjaśni tajemnicy, jeśli cesarz zdecyduje się zabić obydwu młodzieńców, pozbawi się następcy tronu. Jest dumna, że syna tyrana wychowała na uczciwego młodzieńca, który brzydzi się zbrodnią. Po odejściu cesarza Eksupery przekonuje ją, że ujawnił list Maurycjusza Fokasowi, aby go osłabić. Przerażony tyran przeczesuje ulice Antiochii szukając spiskowców, a pałac zostawił niestrzeżony. Spiskowcy, którym przewodzi są gotowi do zadania ciosu, chcieliby jednak wiedzieć komu przekazać koronę. Leontyna nie wierzy mu jednak.

### Akt V
Herakliusz wobec troski, jaką mu okazuje Fokas ma wątpliwości czy nie jest jednak jego synem. Pulcheria, radzi mu mieć wątpliwości, ale nienawidzić tyrana. Fokas żąda od Herakliusza, by przyznał, że jest jego synem, jego odmowę uznaje za próbę ratowania przyjaciela i nakazuje ściąć Marcjana. Herakliusz poddaje się i uznaje się za syna Fokasa. Gdy jednak Fokas żąda, by poślubił Pulcherię odmawia z obawy przed popełnieniem kazirodztwa. Kryspus przynosi wiadomość o schwytaniu i rozbrojeniu przez Eksuperego spiskowców. Fokas udaje się do sali tronowej wymierzyć im sprawiedliwość, wcześniej jednak zapowiada, że jeśli Pulcheria nie poślubi jego syna on sam się z nią ożeni, a obydwu młodzieńców straci. Marcjan radzi Pulcherii, by poślubiła jednego z nich i żyła z nim jak brat z siostrą. Żaden nie chce jednak poślubić cesarzówny, obydwaj pragną umrzeć jako Herakliusz. Tymczasem zjawia się Amyntas z wiadomością, że Fokas został zgładzony. Wiadomość o schwytaniu spiskowców przez Eksuperego była nieprawdziwa i miała na celu ściągnięcie tyrana w zasadzkę. Spór o to kto jest prawdziwym Herakliuszem rozstrzyga list cesarzowej Konstantyny, Pulcheria rozpoznaje pismo matki. Herakliusz oddaje Marcjanowi rękę Pulcherii, a sam oświadcza się Eudoksji.

## Analiza
Corneille nazwał swą tragedię śmiałym zamachem na historię. W istocie swobodnie zmieniał dane historyczne zachowując jedynie porządek sukcesji, następstwo Maurycjusza po Tyberiuszu, Fokasa po Maurycjuszu i Herakliusza po Fokasie. Herakliusz jest w utworze synem Maurycjusza, choć w istocie był jedynie potomkiem pretora. Dla potrzeb akcji utworu Fokas rządzi dwadzieścia, a nie osiem lat. Z tych samych względów autor pozwolił żyć wdowie po prawowitym cesarzu, Maurycjuszu.
Sytuację wyjściową wziął Corneille z Baroniusza, u którego wyczytał, że piastunka chcąc ocalić syna cesarskiego, oddała pod nóż własne dziecko. Cesarz Maurycjusz sprzeciwił się jednak tej ofierze, twierdząc, że nie należy powstrzymywać karzącej ręki Bożej. U Corneille’a piastunka nie tylko przeprowadza swój zamysł, ale jeszcze zamienia ocalonego syna cesarskiego z synem uzurpatora. Doprowadza to do sytuacji, w której Marcjan, który sądzi, że jest Leoncjuszem, zaczyna uważać się za Herakliusza i jest gotów, zgodnie z wymaganiami praw rodowych, wystąpić przeciw własnemu ojcu – uzurpatorowi. Niezwykła intryga skusiła licznych naśladowcówː Jeana Routrou w Lope de Cardone, Montaubana w Comte de Hollande, Boyera w Fédéricu, Samuela Chappuzeau w Armetzarze, Filipa Quinault i Thomasa Corneille’a.
Corneille utrzymywał odnośnie Herakliusza, że założenia dzieła mogą się kłócić z rozumem i prawdopodobieństwem, które rządzą dopiero tokiem akcji i strukturą postaci. Posunę się dalej – pisał – i, choć brzmi to jak paradoks, nie zawaham się oświadczyć, że temat pięknej tragedii powinien być nieprawdopodobny. Autor protestował w ten sposób nie tylko przeciw sztywności reguł dramaturgicznych. Jego bohaterowie, pozbawieni własnej tożsamości, gubiący się w domysłach i wątpliwościach doskonale ilustrują ogólny chaos, któremu kres położyć może dopiero obalenie tyrana, zbiorowy protest czy powstanie ludowe. Fokas, mimo licznych straży, czuje się niepewnie w pałacu, wie, że terrorem zbyt długo nie utrzyma poddanych w posłuszeństwie, ale rozerwać kręgu zła nie potrafi. Jego wrogowie, dopóki lud nie chwyci za broń, zadręczają się pytaniami, prześcigają się w szlachetności, ale nie potrafią zdobyć się na czyn. Nawet Pulcheria, która woła, kto może wszystko stracić, ten ma niewiele do stracenia, tak jak obydwaj Herakliusze, cofa się w decydującym momencie i radzi czekać.
Krytycy dyskutują czy Corneille nie piętnuje w tej sztuce dworu, polityki regentki i jej pierwszego ministra. Wydaje się jednak, że pisarz wciąż wierzył w możliwość stworzenia przez monarchę jednolitego państwa, sprzyjającego wolności i heroizmowi. Bernard Dort uważa dramatː za proroczy obraz Frondy, za swego rodzaju sygnał ostrzegawczy.